# Dekanat Jabłonków
Dekanat Jabłonków – historyczny dekanat diecezji wrocławskiej Kościoła łacińskiego istniejący w latach 1806-1978.

## Historia
Dekanat ten powstał w 1806 w wyniku wydzielenia parafii dekanatu cieszyńskiego: Jabłonków, Wędrynia, Trzycież, Mosty k. Jabłonkowa, Istebna i Końska (lokalia). W 1810 stworzono również lokalię w Ropicy. Dekanat podporządkowany był komisariatowi cieszyńskiemu oraz wikariatowi generalnemu austriackiej części diecezji wrocławskiej.
Według schematyzmów kościelnych z 1847 i 1848 na dekanat Jabłonków składały się parafie w Jabłonkowie, Istebnej, Mostach, Trzycieżu (z filią w Gutach), Wędryni (z filiami w Bystrzycy i Nydku) oraz lokalie w Końskiej i Ropicy. W 1919 dekanat posiadał 6 parafii i 2 lokalie: Jabłonków, Istebna, Końska (lokalia), Mosty, Łomna Górna, Ropica (lokalia), Trzycież, Wędrynia. Po I wojnie światowej i polsko-czechosłowackim konflikcie granicznym obszar dekanatu, oprócz Istebnej, znalazł się w granicach Czechosłowacji, wciąż jednak podległy był diecezji wrocławskiej, pod zarządem specjalnie do tego powołanej instytucji zwanej: Knížebiskupský komisariát niský a těšínský. 
W 1938 dekanat posiadał 9 parafii: Czeski Cieszyn, Łomna Górna, Jabłonków, Końska, Mosty, Ropica, Trzycież, Trzyniec, Wędrynia. Kiedy Polska dokonała aneksji tzw. Zaolzia w październiku 1938 powyższe parafie włączono do diecezji katowickiej, a w 1940 z powrotem diecezji wrocławskiej. W międzyczasie do dekanatu Jabłonków włączono 2 parafie dekanatu frydeckiego, które znalazły się po polskiej a później niemieckiej stronie granicy: Dobracice i Gnojnik. W 1940 dekanat składał się więc z 11 parafii: Cieszyn Zachodni, Dobracice, Gnojnik, Jabłonków, Końska, Łomna Górna, Mosty, Ropica, Trzycież, Trzyniec, Wędrynia. W 1947 obszar ten wyjęto ostatecznie spod władzy biskupów wrocławskich i utworzono Apostolską Administraturę w Czeskim Cieszynie podległą Watykanowi. W 1978 obszar Administratury podporządkowany został archidiecezji ołomunieckiej, przy czym 8 parafii dekanatu Jabłonków (Jabłonków, Końska, Łomna Górna, Mosty koło Jabłonkowa, Ropica, Trzycież, Trzyniec i Wędrynia) włączono do dekanatu Frydek, natomiast parafię czeskocieszyńską do karwińskiego.